# Куцаев, Залимхан
Залимхан Куцаев (2 июня 1986, Бамматюрт, Дагестанская АССР — 18 апреля 2012, Хасавюрт, Дагестан) — российский борец вольного стиля, чемпион России.

## Биография
Вольной борьбой занимался с 11 лет. Является воспитанником спортивной школы имени братьев Сайтиевых в Хасавюрте, занимался под руководством Олхозура Минтулаева. В 2005 году 19-летний Залимхан Куцаев стремительно ворвался в борцовскую элиту. Своим выступлением на международном турнире имени Али Алиева, где он занял второе место, и на турнире памяти Шамиля Умаханова, где он стал третьим, и тем дал понять, что готов покорять более высокие вершины. Следствием этого стала уже победа на чемпионате России в Краснодаре в весовой категории до 55 кг, где он в финале одолел Насыра Абдуллаева. Остановилось его успешное шествие лишь на чемпионате мира, где он уступил в четвертьфинале опытному азербайджанцу Намику Абдуллаеву и в итоге занял 9-е место.

## Убийство
В начале 2010-х годов ушёл в бандподполье, был членом банды Рамазана Саритова. Вместе с двумя членами банды, среди которых Саритов, в ходе проверки автомобиля ВАЗ-2107 был убит в ночь на 19 апреля 2012 года в Хасавюрте в результате ответного огня силовиков.

## Достижения
- Чемпионат России по вольной борьбе 2005 — ;
- Чемпионат мира по борьбе 2005 — 9;
- Чемпионат мира по борьбе среди юниоров 2006 — 5;